# Amanda Dwi Arista
Amanda Dwi Arista (Yakarta, 24 de marzo de 1997) es una cantante, actriz y bailarina indonesia. Entre 2014 y 2018 formó parte del grupo musical pop JKT48.

## Discografía

### Sencillos

#### JKT48, lado B
| Año  | Título                  | Álbum                           |
| ---- | ----------------------- | ------------------------------- |
| 2014 | «Iiwake Maybe»          | Kokoro no Placard               |
| 2014 | «Kiss Datte Hidarikiki» | Kaze wa Fuiteiru                |
| 2014 | «Wink wa Sankai»        | Kaze wa Fuiteiru                |
| 2015 | «Bara no Kajitsu»       | Pareo wa Emerald                |
| 2015 | «Kinou Yori Motto Suki» | Pareo wa Emerald                |
| 2015 | «Te wo Tsunaginagara»   | Kibouteki Refrain               |
| 2015 | «Teppen Tottande!»      | Halloween Night                 |
| 2016 | «Suki! Suki! Skip!»     | Beginner                        |
| 2016 | «Hashire! Penguin»      | Mae Shika Mukanee               |
| 2016 | «Aozora no Soba ni Ite» | LOVE TRIP                       |
| 2016 | «Scrap & Build»         | Saikou ka yo                    |
| 2017 | «Birth»                 | So long!                        |
| 2017 | «Kamonegix»             | Kimi no Hohoemi wo Yume ni Miru |
| 2017 | «Koko ni Ita Koto»      | Kimi wa Melody                  |

## Filmografía

### Televisión
| Año  | Título               | Papel | Nota |
| ---- | -------------------- | ----- | ---- |
| 2018 | Cinta Asyifa         | Aluna |      |
| 2019 | Menarilah The Series | Ammy  |      |